# Meteoryt Hraschina
Hraschina – meteoryt żelazny, który spadł w maju 1751 roku w pobliżu wsi Hrašćina w regionie Hrvatsko zagorje w Chorwacji. Ten meteoryt ma ważne znaczenie dla historii, ponieważ był to pierwszy spadek żelaznego meteorytu oglądany i zgłoszony przez znaczną liczbę świadków (pomimo niedużej masy). Meteoryt Hraschina udowodnił również, że skały naprawdę mogą „spaść z nieba”.

## Historia

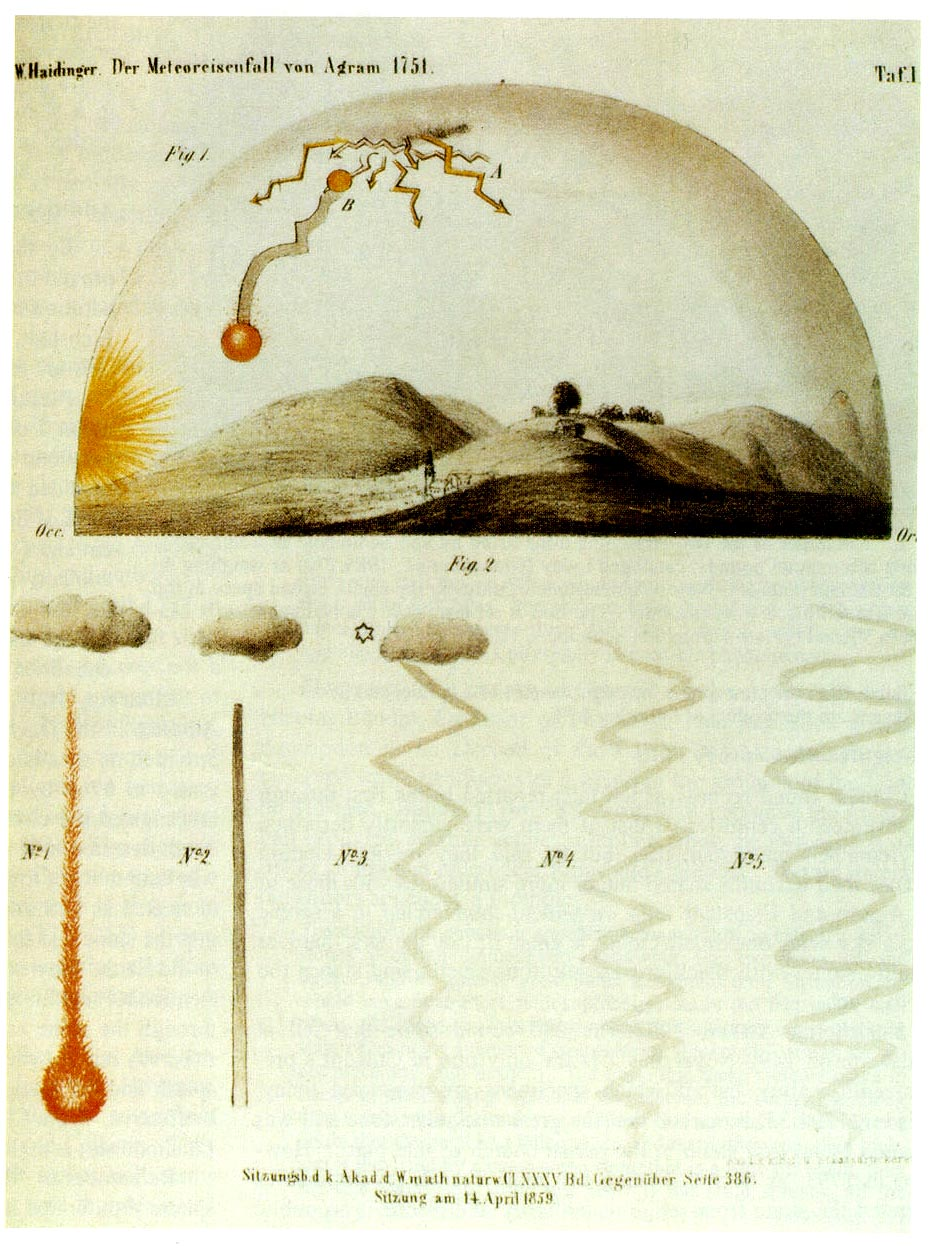
Upadek meteorytu na podstawie relacji świadków

Dnia 26 maja 1751, o godzinie 18:00, nad Hrašćiną była widziana kula ognia i słychać było głośny wybuch (szacunkowo dźwięk bolidu był słyszany na obszarze prawie 2 600 km²).
Kawałki żelaza o masie 39,8 kg i 9 kg spadły na wschód od Hrašćiny. Większy meteoryt wbił się 1,4 m w głąb Ziemi (istnieją doniesienia, że głębiej). Mniejszy kamień rozbił się przy upadku i był częściowo wykorzystywany przez lokalnych mieszkańców do produkcji gwoździ. Reszta została podzielona w Bratysławie, a następnie utracona.
Na podstawie protokołu wysłanego z Zagrzebia do Marii Teresy austriackiej oraz faktu, że przedstawione próbki meteorytu miały stopioną metalową skorupę, w 1794 roku Ernst Chladni postawił tezę, że meteoryty mają swoje korzenie w przestrzeni kosmicznej. Było to bardzo kontrowersyjne stwierdzenie w tamtym czasie, powszechnie wierzono, że meteoryty miały być pochodzenia wulkanicznego. W 1803 roku teoria Chladniego została potwierdzona przez Jeana Baptiste Biota, a następnie zaakceptowane przez społeczeństwo.
W 1808 roku hrabia Alois von Widmanstätten odkrył figury Widmanstättena przez ogrzewanie powierzchni meteorytu Hraschina. 

## Dostępność próbek
Główna część meteorytu (39 kg) jest zachowana w Muzeum Historii Naturalnej w Wiedniu. Drugi pod względem wielkości fragment (44 g) został odkryty w zapomnianej kolekcji w Europie. Inne elementy to: 20 g w muzeum w Berlinie, 9,8 g w Muzeum Historii Naturalnej w Londynie i kilka mniejszych kawałków w innych instytucjach. Największa zachowana część meteorytu nosi ślady prób rozbicia za pomocą narzędzia podobnego do młotka.

## Skład i klasyfikacja
Hraschina to żelazny meteoryt typu chemicznego IID, oktaedryt. Skład:
- Fe 89%,
- Ni 10,5%,
- Ge 89,4 ppm,
- Ga 74,5 ppm,
- Ir 13 ppm.